# Liste der Bürgermeister von West Betuwe
Dies ist die Liste der Bürgermeister der Gemeinde West Betuwe in der niederländischen Provinz Gelderland seit ihrer Gründung am 1. Januar 2019.
| Bürgermeister | Bürgermeister   | Partei | Partei | Amtszeit | Anmerkungen   |
| ------------- | --------------- | ------ | ------ | -------- | ------------- |
|               | Harry Keereweer |        | PvdA   | 2019     | kommissarisch |
|               | Servaas Stoop   |        | SGP    | 2019–    | [ 2 ]         |